# 東岐波村
東岐波村（ひがしきわそん）は、かつて山口県吉敷郡の南西部に存在した村。
1954年（昭和29年）10月1日に宇部市との編入合併により消滅した。現在は宇部市東部の一地域になっている。旧東岐波村の区域は通称「東岐波区」と呼ばれており、その区域には東岐波市民センター（市役所支所）・東岐波ふれあいセンター（公民館）が置かれている。なお、旧村役場は現在の国道190号山口宇部医療センター（旧山陽病院）入口交差点付近（市民センターの約300m北）であり、その場所には役場跡の石碑が残されている。

## 地理
- 海岸性気候である。
- 中心地は丸尾（丸尾港周辺）である。
- 阿知須町（現・山口市）との境に日の山がある。

## 歴史
- 1889年（明治22年）4月1日 - 町村制の施行により、近世以来の東岐波村が単独で自治体を形成。
- 1954年（昭和29年）10月1日 - 宇部市に編入。同日東岐波村廃止。

## 出身有名人
- 属最吉（旧姓・井上[1]、三井鉱山取締役、日本石油監査役）